# Ben Graves
Ben Graves, född 5 november 1972 i Boston, Massachusetts, död 9 maj 2018, var en amerikansk musiker.
Han spelade trummor sedan han var 12 år och hade sen dess smeknamnet "The Ghoul".
Graves gick med i bandet Murderdolls år 2000, och var med på alla deras turnéer. Han spelade dock inte på deras skiva Beyond the Valley of the Murderdolls. Han spelade även trummor i bandet Synical tillsammans med Eric Griffin.